# حقوق کودکان

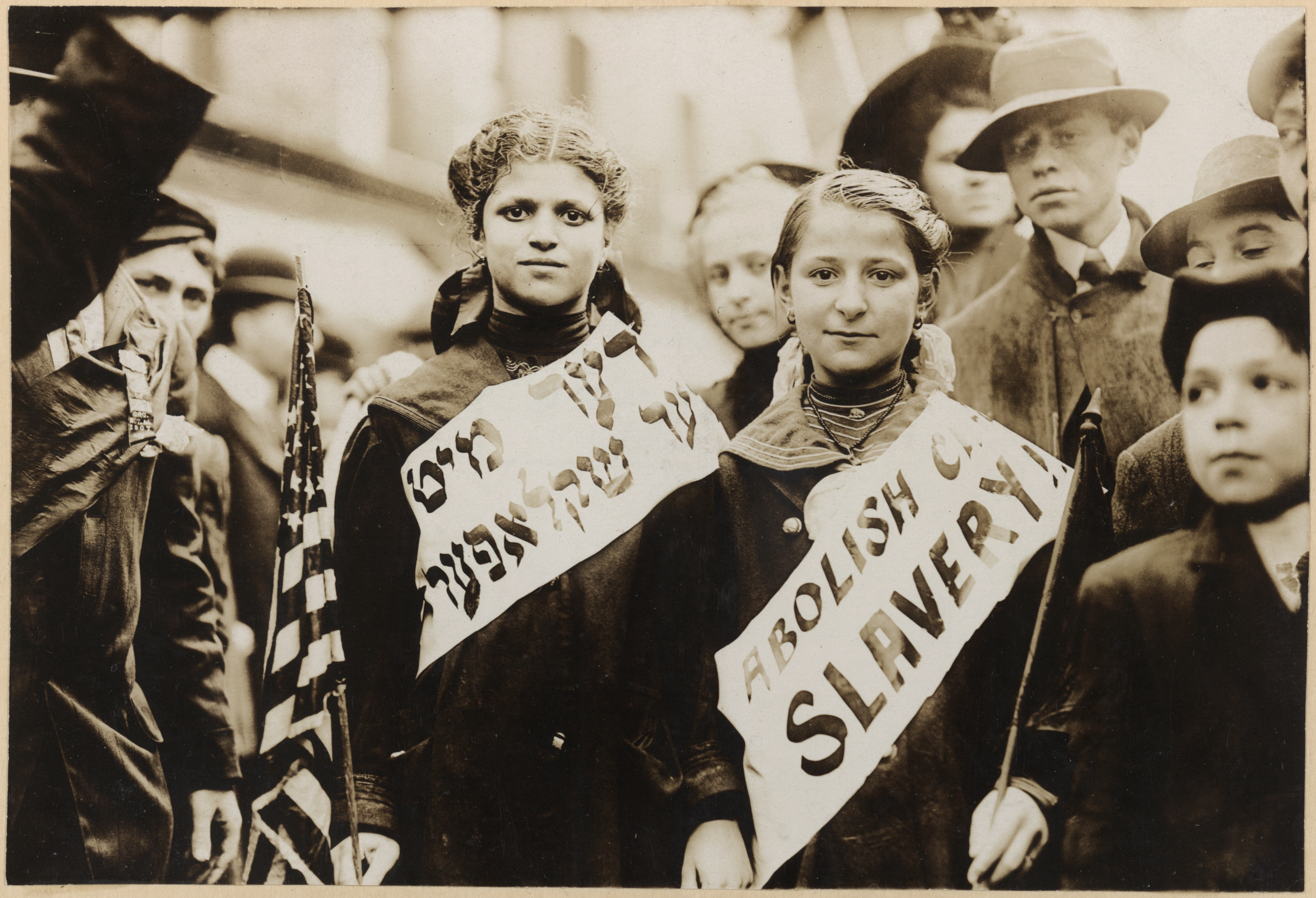
کنوانسیون حقوق کودک

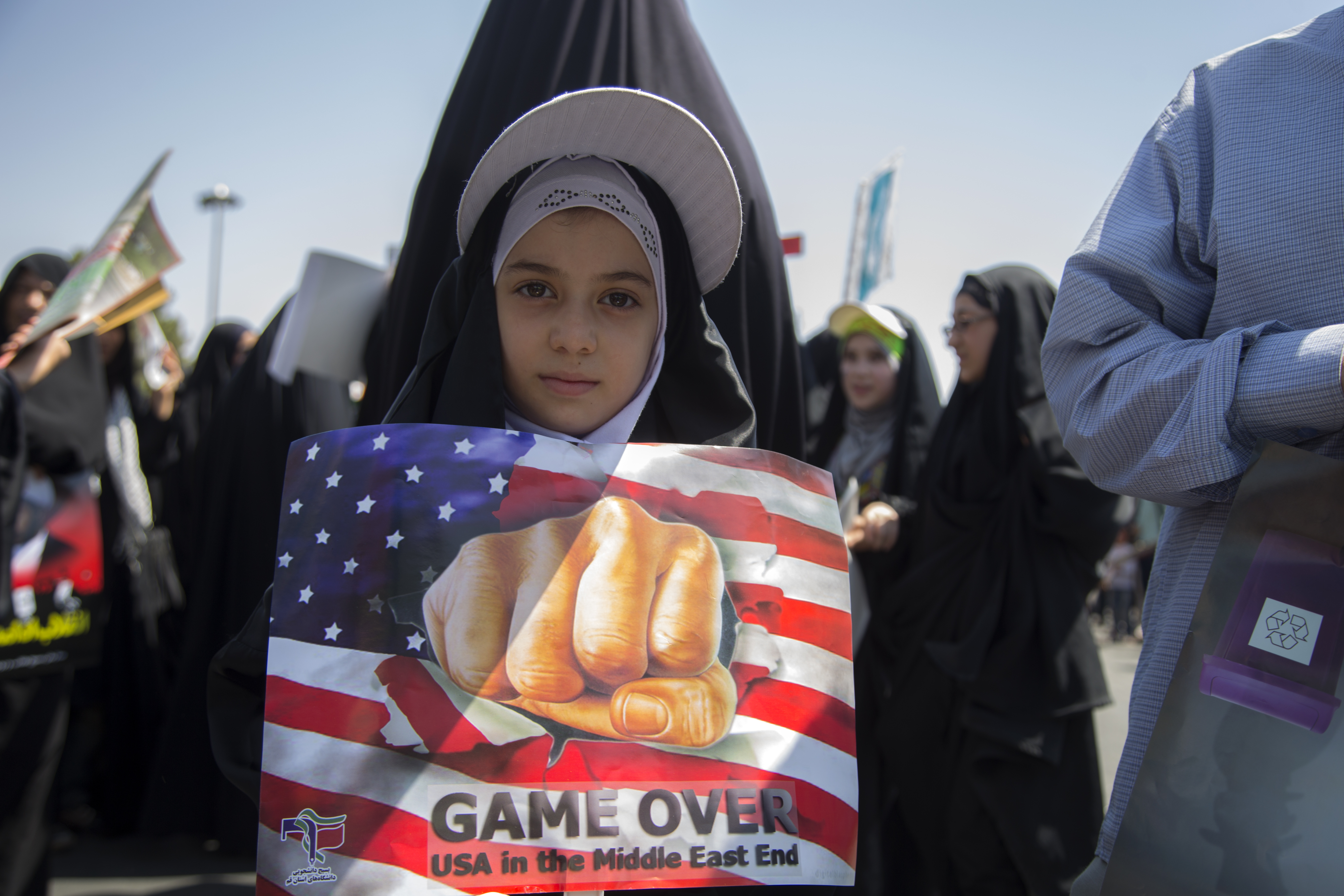
کودکانی که حق بیان آزاد اراده وتصمیم سیاسی دارند

حقوق کودک یا فرزند مجموعه‌ای از حقوق بشر ویژه کودکان است که بر پشتیبانی و نگهداری از افراد جوان تمرکز دارد
کنوانسیون حقوق کودک (CRC) 1989 یک کودک را به عنوان فردی که به سن هجده سال نرسیده‌است تعریف می‌کند.
حقوق کودکان شامل حق بر عدم تبعیض، حق حیات، حق بقا، حق رشد، حق بر ثبت نام، برقراری ارتباط با هر دو والدین، هویت انسانی و همچنین نیازهای اساسی برای حفاظت فیزیکی، غذا، آموزش عمومی دولتی،داشتن وسیله ی شخصی (بعد از ۱٠ سالگی مخصوصا کامپیوتر و موبایل) مراقبت‌های بهداشتی و قوانین کیفری مناسب براساس سن و رشد کودک، اعتماد ، حفاظت برابر از حقوق مدنی کودک و آزادی از تبعیض بر اساس نژاد، جنسیت، گرایش جنسی، هویت جنسیتی، منشأ ملی، مذهب، معلولیت، رنگ، قومیت یا سایر ویژگی‌ها. تفسیر حقوق کودکان طیفی از اجازه دادن به ظرفیت کودکان برای داشتن اختیار عمل تا اعمال نظر فیزیکی، روانی و احساسی بدون هیچگونه بدرفتاری با کودکان را دربرمی‌گیرد. هر چند که آنچه که شامل بدرفتاری می‌شود باید در رابطه با آن بحث شود.
- از نظر ماده ۱ کنوانسیون حقوق کودک، کودک به کلیه افراد انسانی زیر ۱۸ سال گفته می‌شود مگر آنکه سن کودک طبق قانون داخلی کمتراز آن تعریف شده باشد.[۴]

قانون حمایت از اطفال و نوجوانان یکی از لوایح قضایی است که در زمان ریاست سید محمود هاشمی شاهرودی بر قوه قضائیه  در جهت حمایت از حقوق کودکان تدوین شد. این لایحه در ۲۲ اردیبهشت سال ۱۳۸۸ برای ارسال به مجلس شورای اسلامی تقدیم دولت شد. لایحهٔ حمایت از کودکان و نوجوانان در ۱۰ مرداد ۱۳۹۰ با حذف ۵ ماده در کمیسیون لوایح دولت دهم به تصویب رسید و ۲۸ آبان همان سال به مجلس ارائه شد تا این‌که در سال ۱۳۹۲ لایحه به کمیسیون حقوقی و قضایی مجلس ارجاع شد.
سرانجام این قانون در ۲۳ اردیبهشت ۱۳۹۹ به تصویب مجلس رسید.
برخی منابع خبری از جمله خبرگزاری ایلنا در گزارش‌هایی انتقادهایی را به این قانون وارد کرده‌ و نوشته اند بعضی از موارد این قانون از جمله درباره وظایف دستگاه‌های دولتی باید اصلاح شود.
روزنامه شرق نیز در گزارشی به ضرورت بازتعریف وظایف نهادهای دولتی در قانون حمایت از اطفال و نوجوانان پرداخته است.
خبرگزاری ایلنا در گزارش دیگری نوشته تعریف‌های ارائه شده برای «طفل» و «نوجوان» و همچنین موادی که به بهره‌کشی اقتصادی و معامله کودکان می‌پردازند، نیازمند دقت نظر بیشتری هستند تا از هرگونه سوءتفاهم یا سوءاستفاده احتمالی جلوگیری شود.

## کنوانسیون حقوق کودک
مهم‌ترین سند حقوقی بین‌المللی برای کودکان، کنوانسیون حقوق کودک است که در سال ۱۹۸۹ به تصویب رسیده‌است. و مهم‌ترین حقوق کودکان در آن درج شده‌است، همچنین در این سند کمیته ای برای بررسی وضعیت کشورها در زمینه حقوق کودک ایجاد شده‌است. مهم‌ترین مواد این کنوانسیون که با عنوان اصول عمومی حقوق کودک شناخته می‌شوند عبارتند از: مواد ۲ (منع تبعیض)، ۳ (مصالح عالیه کودک)، ۶ (حق بر حیات، بقا و رشد کودک) و ۱۲(حق بر شنیده شدن نظر کودک) می‌باشد.
از دیگر حقوق کودک حق بر رشد و بقای کودک است که به دنبال حق بر حیات کودک می‌آید و یکی از بنیادین‌ترین حقوق کودکان است و باقی حقوق موقوف بر آن است. همچنین می‌توان به حق بر ثبت ولادت، ثبت نام و تابعیت نیز اشاره کرد که در ماده ۷ ذکر شده‌است.حق بیان آزادانه عقاید، حق آزادی فکر و عقیده، شرکت در انجمن‌ها، حق بر آموزش کودک، حق بر سلامت، حق برخورداری از بهداشت، حق بر همبستگی خانوادگی، رفاه، تأمین اجتماعی و مصونیت از سوءاستفاده و استثمار جنسی و کاری از دیگر حقوق کودکان در این کنوانسیون است. با اینحال کنوانسیون محدود به این حقوق نیست و موارد بیشماری را در بر می‌گیرد.

## مصادیق کودک آزاری
1. قرار دادن کودک در مکان‌های ترسناک
2. محروم کردن کودکان از بازی و تفریح
3. تنها گذاشتن کودک در منزل
4. اخراج از منزل و طرد کودک
5. اجازه گریه نداشتن و کنترل احساسات کودک
6. عدم ارتباط چشمی و گوش ندادن به کودک
7. مسخره کردن و ایجاد حس حقارت در کودک
8. طرد و آزار کودک با جنسیت غیر دلخواه
9. سرزنش و ملامت کودک در حضور دیگران
10. بی‌توجهی به بهداشت، تغذیه و پوشاک کودک
11. بهره‌کشی و توقعات نامعقول از کودک
12. استفاده از کودک برای تحریک جنسی بزرگسالان
13. محروم نمودن کودک از محبت و آغوش گرم
14. استفاده نادرست از داروهای خواب‌آور برای کودک
15. مشاجرات خانوادگی در حضور کودک
16. استفاده از الکل و مواد مخدر در حضور کودک
17. کتک زدن و تنبیه جسمی کودک